# Journal of Chemometrics
Il Journal of Chemometrics (abbreviato come J. Chemometr.) è una rivista scientifica di chemiometria peer-reviewed in lingua inglese pubblicata dal 1987. Nel 2014 il fattore d'impatto della rivista era di 1,50.
È pubblicato mensilmente, dalla John Wiley & Sons.

## Indicizzazioni
Il Journal of the American Chemical Society è indicizzato in:
- CAS
- SCOPUS
- Web of Science